# 원태호
원태호(元泰浩, 1953년 8월 19일 ~ )는 대한민국의 군인이다. 그는 해군 소위로 임관할 당시 해군사관학교 수석으로 임관을 하였으며 목포방어사령관과 해군사관학교장을 거쳐 합동참모본부 전략기획본부장으로 예편하여 2017년 현재 경남대학교 군사학과에서 석좌교수로 재직중이다.

## 학력
- 경복고등학교
- 해군사관학교 32기(1978년)
- 미국 미주리 종합군사학원 수료(1981년)
- 대한민국 국방대학교 행정학사(1983년)
- 대한민국 국방대학원 행정학 석사 6기(1987년)
- 조지 워싱턴 대학교 대학원 안보정책학과 행정학 석사 수료(1993)
- 경기대학교 대학원 국제정치학과 정치학 박사(2012)

## 경력
- 2002년~2003년: 해군사관학교 생도대장
- 2003년~2005년: 목포해역방어사령관
- 2005년~2007년: 해군 제3함대사령관
- 2007년~2010년: 합참전략기획부장
- 2010년~2011년: 제44대 해군사관학교 교장
- 2011년~2012년: 합동참모본부 차장
- 2012년~2014년: 합동참모본부 전략기획본부장
- 2015년~2017년: 세종대학교 국방시스템공학과 석좌교수
- 2017년 : 경남대학교 군사학과 석좌교수
- 국방과학연구소 전문위원
- 2020년~2022년: 해군사관학교 총동창회 회장
- 2021년~ : 혜인 사외이사
- 대한민국 예비역 장성모임 성우회 감사
- 대한민국 예비역 장성모임 성우회 부회장